# Olympische Winterspiele 2018/Teilnehmer (Iran)
| Gelbes Symbol für Goldmedaillen mit stilisierten Olympischen Ringen | Graues Symbol für Silbermedaillen mit stilisierten Olympischen Ringen | Braundes Symbol für Bronzemedaillen mit stilisierten Olympischen Ringen |
| ------------------------------------------------------------------- | --------------------------------------------------------------------- | ----------------------------------------------------------------------- |
| —                                                                   | —                                                                     | —                                                                       |

Bei den Olympischen Winterspielen 2018 nahm der Iran mit vier Athleten in zwei Disziplinen teil, davon zwei Männer und zwei Frauen. Fahnenträgerin bei der Eröffnungsfeier war Samaneh Beirami Baher.

## Teilnehmer nach Sportarten

### Ski Alpin
| Athleten                  | Wettbewerbe  | 1. Lauf     | 2. Lauf     | Gesamt      | Gesamt |
| Athleten                  | Wettbewerbe  | Zeit        | Zeit        | Zeit        | Rang   |
| ------------------------- | ------------ | ----------- | ----------- | ----------- | ------ |
| Frauen                    |              |             |             |             |        |
| Forough Abbasi            | Slalom       | 1:02,56 min | 1:01,50 min | 2:04,06 min | 49     |
| Männer                    |              |             |             |             |        |
| Mohammad Kiya Darbandsari | Riesenslalom | 1:19,11 min | 1:18,61 min | 2:37,72 min | 85     |
| Mohammad Kiya Darbandsari | Slalom       | 55,66 s     | 57,03 s     | 1:52,69 min | 34     |

### Skilanglauf
| Athleten    | Wettbewerbe    | Finale      | Finale |
| Athleten    | Wettbewerbe    | Zeit        | Rang   |
| ----------- | -------------- | ----------- | ------ |
| Männer      |                |             |        |
| Sattar Seid | 15 km Freistil | 39:39,1 min | 91     |

| Männer                |        |             |    |               |               |               |               |               |               |    |
| Sattar Seid           | Sprint | 3:58,08 min | 77 | ausgeschieden | ausgeschieden | ausgeschieden | ausgeschieden | ausgeschieden | ausgeschieden | 76 |
| Frauen                |        |             |    |               |               |               |               |               |               |    |
| Samaneh Beirami Baher | Sprint | 4:47,91 min | 68 | ausgeschieden | ausgeschieden | ausgeschieden | ausgeschieden | ausgeschieden | ausgeschieden | 68 |